# That Should Be Me
That Should Be Me — en español — «Ese debería ser yo» es una canción del cantante canadiense Justin Bieber, incluido en su primer álbum de estudio, My World 2.0 , lanzado el 19 de marzo de 2011.
La canción fue escrita por Bieber junto a Luke Boyd y Nasri Atweh y Adán Messinger de The Messengers , el equipo de producción que produjo la canción. «That Should Be Me» es una balada de género Teen pop  en la que Bieber canta por la pérdida de su amor, y de acuerdo con Mónica Herrera de Billboard, se reproduce el "ex despreciado". La mayoría de los críticos de música alagaron positivamente la canción, y debutó en el número noventa y dos en el Billboard Hot 100 tras el lanzamiento de My World 2.0 .
En diciembre de 2010, se anunció que Bieber estaría trabajando con los banda de Country Rascal Flatts en una música nueva, presumiblemente para su segundo álbum de estudio. Sin embargo, se reveló que «That Should Be Me», fue remezclada para incluir la voz del grupo para el lanzamiento del segundo álbum de remezla Never Say Never - The Remixes , lanzado para acompañar el lanzamiento de su concierto 3D-Documental Justin Bieber: Never Say Never . Un video musical fue lanzado para acompañar la versión remezclada de la canción, que se estrenó en un especial de Rascal Flatts en la cadena ABC, Rascal Flatts: Nothing Like This Presented by JC Penney.

## Recepción

### Crítica
Bill Lamb de About.com señaló que  «That Should Be Me» era como una "pista más arriba" de My World 2.0. Fraser McAlpine de la British Broadcasting Corporation llamó a la canción la "gran final" de My World 2.0, y dijo que " va a hacer nada más que caos emocional en los hogares y habitaciones de todo el país ". Si bien criticar la cantidad de características en el álbum, Chris Richards, de The Washington Post dijo: "Que ir por libre, y puede ser todo lo lacrimógeno, como se evidencia en "That Should Be Me", primera canción del cierre del álbum  ". Rudy Klapper de Sputnikmusic criticó el papel constante de Bieber como "adolescente seductor "en el álbum, señalando que «That Should Be Me» era como un ejemplo.

### Comercial
Después del lanzamiento de My World 2.0 «That Should Be Me», debutó en el Billboard Hot 100 en el número noventa y dos,  permaneciendo por una semana en la lista. «That Should Be Me» También apareció en la lista de singles del Reino Unido en el número 179.

## Remix
El 20 de diciembre de 2010, Gary LeVox , el líder de la banda de Country Rascal Flatts, reveló a la emisora de radio WSIX que la banda estaba colaborando con Bieber, afirmando que "[Justin] nos pidió que hiciéramos un dueto con él en su próximo disco. Es en realidad una muy buena canción! El chico es muy talentoso. Él toca cinco o seis instrumentos diferentes muy bien ". Bieber confirmó las declaraciones de LeVox en Twitter, "Yo amo @RascalFlatts y estoy honrado de que están haciendo música conmigo. Y para los que no sé ... que tienen grandes discos como este. #GREATMUSIC ". Más tarde se reveló que la colaboración fue para Never Say Never - The Remixes , un álbum de remixes que incluía remixes de My World y My World 2.0. En el remix, Melinda Newman de HitFix dijo que "las voces de Bieber y de LeVox crean una armonía agradable en una canción de otro modo mundano". Derek Evers de AOL Music , dijo que Bieber "se ve muy a gusto cantando una melodía country".

### Video musical
Fue revelado por primera vez que Bieber y Rascal grabaron un vídeo para la versión remix de la canción cuando TMZ reveló fotos de Bieber en el set de la filmación del video. Las fotos de Bieber fue después de un corte de pelo espectacular, cambiando su estilo de marca en los últimos dos años. El video se estrenó en el especial de ABC, Rascal Flatts: Nothing Like This Presented by JC Penney, que se transmitió 12 de marzo de 2011.

### Trama
El video comienza con Rascal Flatts que llegan en un Cadillac Escalade a un estudio. En el interior,  se dirigen a Bieber, que toca el teclado. Bieber después canta sus versos, toca la guitarra, y se une a Joe Don Rooney también en la guitarra, y Jay DeMarcus ahora en el teclado. La mujer que dirigió la banda en el estudio ahora dirige a Bieber a la otra habitación con las luces, para filmar el video. Gary LeVox después canta sus versos, junto con Bieber para el coro, mientras que Rooney está en la guitarra y DeMarcus tocando un piano de cola. Todos están vestidos de negro, con Bieber, en particular, con una chaqueta de cuero, su etiqueta de la firma del perro, y zapatillas de deporte grises Supras. Durante la secuencia del vídeo, más detrás de las escenas de acción se muestra, antes de que termine muestra la silueta de Bieber, como la chaqueta está en el suelo.
El video musical ganó el premio para Video Colaboración del Año en el 2011 CMT Music Awards el 8 de junio de 2011.

## Créditos
- Escritores – Justin Bieber, Nasri Atweh, Adam Messinger, Luke Boyd
- Productor – The Messengers
- Grabación – The Messengers
- Vocal e instrumentación – The Messengers
- Music engineer – Pat Thrall
- Remix – Manny Marroquin,  Christian Plata y Erik Madrid
- Background vocals – Atweh, Boyd

Source

## Posicionamiento
| Chart (2010)                             | Peak posición |
| ---------------------------------------- | ------------- |
| UK Singles (The Official Charts Company) | 179           |
| Estados Unidos (Billboard Hot 100)       | 92            |